# Tempio di Atena Alea

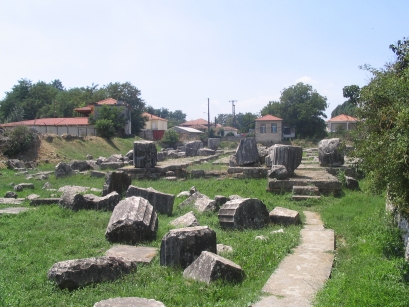
Resti del tempio di Atena Aleia a Tegea

Il tempio di Atena Alea  a Tegea, in Arcadia, fu costruito dallo scultore e architetto cicladico Skopas in marmo di Doliana sui resti di un tempio arcaico bruciato nel 395-394 a.C. Seguendo la datazione delle sculture frontonali, posta agli anni quaranta del IV secolo a.C. e considerando alcune affinità stilistiche con templi databili allo stesso periodo come il tempio di Zeus a Nemea, l'edificazione del tempio viene datata anch'essa ad un'epoca posteriore al lavoro di Skopas presso il Mausoleo di Alicarnasso, ossia tra il 345 e il 335 a.C. Il tempio di Skopas era periptero, aveva un naos doppiamente in antis e sei colonne in facciata. Le colonne della peristasi erano doriche; tre lati della cella presentavano due ordini sovrapposti di semicolonne, corinzie al livello inferiore, ioniche al livello superiore. In tali forme il tempio fu visto e descritto da Pausania nel II secolo d.C. (Paus., VIII, 45.4-7).

## Storia
Gli scavi nel sito ebbero inizio nel 1879 e furono portati a termine dall'archeologo francese Charles Dugas che ne pubblicò i risultati nel 1924. Le ricerche a Tegea non furono più riprese fino agli anni sessanta del XX secolo; solo Bert Hodge Hill della Scuola americana di studi classici di Atene se ne interessò tra il 1946 e il 1954 in funzione dei propri studi relativi al tempio di Zeus a Nemea.

## Descrizione
Le fondazioni dell'edificio sono costituite da due rettangoli concentrici dei quali l'esterno misura circa 50x20 metri; il rettangolo interno corrispondente a pronao, opistodomo e cella misura circa 35x12 metri. Due rampe di accesso al crepidoma si trovavano ai lati settentrionale e orientale. Lo stilobate di 47x19 metri circa reggeva un peristilio costituito da 14 colonne doriche sui lati lunghi e sei sui lati corti. La ratio dell'edificio seguiva le forme allungate del tempio arcaico piuttosto che le proporzioni maggiormente in uso nel IV secolo a.C. Pronao e opistodomo avevano due colonne doriche in antis; l'architrave riportava un'iscrizione, ancora leggibile nei frammenti superstiti, che consente di identificare il tema che doveva essere rappresentato nelle metope sovrastanti. Queste ultime, come si evince dai fori presenti sulla faccia anteriore, erano realizzate tramite parti scolpite separatamente, collegate in un secondo momento alla lastra di fondo, secondo una tecnica non comune, ma presente ad Atene nel fregio dell'Eretteo e del tempio di Efesto.
All'interno i blocchi appartenenti al toichobate erano scolpiti con motivi decorativi ed erano tagliati in modo da seguire sia le mezze colonne corinzie appoggiate alle pareti della cella sia i pilastri. Le semicolonne corinzie, che come nel tempio di Apollo Epicurio non avevano alcuna funzione strutturale, dovevano avere un'altezza di circa 7 metri; i capitelli sono stati ricostruiti come dotati alla base di due file di quattro foglie di acanto ciascuna. L'epistilio sovrastante era sormontato a sua volta da un secondo colonnato di circa 3 metri di altezza il quale, malgrado la scarsità delle testimonianze, seguendo il testo di Pausania e la struttura del tempio di Zeus a Nemea, può essere immaginato di ordine ionico, costituendo la prima evenienza di un sistema che diventerà popolare nelle stoai del periodo ellenistico. La cornice, alla sommità della parete della cella, presenta una elaborata e finissima decorazione, a dispetto degli 11 metri che la separano dal pavimento, ed è indicativa della ricca decorazione interna che caratterizzava l'edificio.
Il muro orientale della cella, provvisto di entrata alla stessa, era stato progettato con un spessore tale che potesse contenere e bloccare in apertura le ante della porta. I pilastri angolari verso l'interno erano impostati su due livelli, come le mezze colonne delle altre tre pareti, le quali, come la cornice, non proseguivano lungo il muro orientale.

### Decorazione scultorea
I due frontoni mostravano la Caccia al cinghiale calidonio a est e la Lotta tra Achille e Telefo a ovest. Opere fondamentali per comprendere la poetica di Skopas, sono oggi note attraverso i frammenti conservati al Museo archeologico nazionale di Atene e al Museo di Tegea. Alcuni frammenti, distinguibili in base alle dimensioni, sono da assegnarsi alla decorazione metopale, i cui soggetti, in assenza di una descrizione da parte di Pausania, si deducono dalle iscrizioni sui frammenti superstiti dell'architrave del pronao e dell'opistodomo. Si trattava a quanto pare di dodici rilievi raffiguranti scene relative alla storia leggendaria di Tegea a est e scene della vita di Telefo a ovest.

### L'altare
Pausania (VIII, 47.3) descrivendo le rovine di Tegea ne aveva descritto anche l'altare le cui fondazioni, lunghe circa 28 metri, furono rinvenute nel 1879 a circa 26 metri dalle fondazioni della facciata del tempio. I frammenti rinvenuti mostrano una decorazione architettonica simile a quella dell'edificio, seppure di qualità inferiore. Andrew Stewart ha mostrato che tempio e altare dovevano essere stati costruiti contemporaneamente in modo da formare un collegamento visivo tra la decorazione scultorea del tempio e il sacerdote nei pressi dell'altare. Simili collegamenti visivi sono frequenti nei templi dell'Asia Minore, lo si trova per esempio nell'Artemision di Efeso, dove sembra che Skopas abbia lavorato dopo il 356 a.C.; inoltre fu nei santuari orientali che si affermò nel IV secolo a.C. la tipologia che prevedeva per gli altari una lunghezza simile alla distanza tra l'altare e il tempio, che si discosta dalla tipologia comune nel Peloponneso e che Skopas può aver portato a Tegea al suo rientro dall'Asia. Se l'altare di Tegea apparteneva alla tipologia asiatica esso poteva trovarsi rialzato su un podio che avrebbe potuto riportare la decorazione scultorea descritta da Pausania.